# Коктал (страва)
Коктал (каз. Көктал) — риба гарячого копчення з овочами. Страва казахської кухні.

## Технологія приготування

### Приготування
Особливістю приготування є те, що луску не чистять, а саму рибу розрізають по хребту і розкривають як книгу, укладаючи її на решітку зовнішньою частиною. На внутрішню, розгорнуту частину, змащену майонезом, укладають тонко нарізані овочі (наприклад, цибуля, помідори), картопля розміщується цілою навколо риби. Для копчення використовується «коктальниця», застосовуються гілочки (або тирса) яблуні.

### Інгредієнти
Найчастіше використовується велика риба вагою 3–5 кг, наприклад сазан і різні овочі: картопля, помідори, цибуля.

## Етимологія назви та історія
Слово «Коктал» в перекладі з казахського — верба. У минулі часи риба коптили поклавши або нанизавши на гілки верби. Було однією з найпоширеніших страв у казахів, які проживали на берегах Балхаша, річок Ілі, Іртиш, Урал. Дослівний переклад з казахського: «көк» — зелений, «тал» — дерево.